# Red Rose Speedway
Albums de Wings
Wild Life
(1971) Band on the Run
(1973)
Singles
1. My Love/The Mess (live)
Sortie : 23 mars 1973

Red Rose Speedway est le deuxième album des Wings, paru le 30 avril 1973 aux États-Unis, et le 4 mai au Royaume-Uni. Contrairement au premier disque du groupe, Wild Life, celui-ci est orné d'une photographie de son leader Paul McCartney afin de ne pas réitérer un échec commercial.
L'album devait à l'origine être double et contenir des chansons issues des séances d'enregistrement de Ram, mais McCartney a finalement écarté un certain nombre de pistes (tel que Tragedy, etc.), n'en gardant que neuf dans la version originale (la dernière étant un medley de quatre chansons). Parmi les chansons de l'album, My Love est sortie en single et connaît un certain succès.
À sa sortie, Red Rose Speedway est bien accueilli par la critique qui y voit une amélioration par rapport à son prédécesseur. Le public est également au rendez-vous : l'album atteint la première place des charts américaine et la cinquième au Royaume-Uni. Dans les deux pays, il devient disque d'or. Alan Parsons est ingénieur du son sur l'album. 

## Contenu
L'album est signé « Paul McCartney and Wings », pour que le public puisse connaître son leader, cette impossibilité initiale ayant causé du tort au premier album du groupe. Au verso de la pochette, un message en braille à l'intention de Stevie Wonder indique « We love you ».
Parmi les chansons de l'album, la ballade My Love dédiée à l'épouse de Paul, Linda, rencontrera un assez vif succès. Loup (1st Indian on the Moon) est un instrumental inspiré par la musique de Pink Floyd. Le texte de Little Lamb Dragonfly fait référence à l'une des brebis de la ferme des McCartney.
La réédition de 1993 inclut les titres; Hi,Hi,Hi, face A de C Moon (Incluse aussi).The Mess ,Face B (en live!) de My Love, Et I Lie Around (Face B de Live And Let Die) 
Les chansons Get on the Right Thing et Little Lamb Dragonfly sont tirées des sessions de Ram.  De plus, on entendait, à la fin de la reprise de Ram On, les premiers vers de la pièce Big Barn Bed.

## Liste des chansons
Toutes les chansons sont écrites et composées par Paul McCartney.

### Face 1
1. Big Barn Bed – 3:48
2. My Love – 4:07
3. Get on the Right Thing – 4:17
4. One More Kiss – 2:28
5. Little Lamb Dragonfly – 6:20

### Face 2
1. Single Pigeon – 1:52
2. When the Night – 3:38
3. Loup (1st Indian on the Moon) – 4:23
4. Medley: a)Hold Me Tight/b)Lazy Dynamite/c)Hands of Love/d)Power Cut – 11:14

### Titres bonus
1. C Moon – 4:34
2. Hi, Hi, Hi – 3:08
3. The Mess – 4:57
4. I Lie Around – 4:59

## Fiche de production

### Interprètes
Wings
- Paul McCartney : chant, guitare acoustique, guitare électrique, basse, piano, piano électrique, célesta, mellotron, Moog
- Linda McCartney : orgue, clavecin, piano, piano électrique, percussions, chœurs, chant
- Denny Laine : guitare électrique, basse, harmonica, chant
- Henry McCullough : guitare, percussions, chœurs
- Denny Seiwell : batterie, percussions

Musiciens additionnels
- Hugh McCracken : guitare électrique sur Little Lamb Dragonfly
- David Spinozza : guitare électrique sur Get on the Right Thing

## Production
- Paul McCartney : Production
- Alan Parsons : Ingénieur du son
- Dixon Van Winkle : Ingénieur du son sur Get on the Right Thing & Little Lamb Dragonfly